# Industriemechaniker
Der Beruf des Industriemechanikers ist ein in Deutschland zum 1. August 1987 eingeführter, anerkannter Ausbildungsberuf. Die 3½-jährige betriebliche Ausbildung wird durch eine gestreckte Abschlussprüfung vor der Industrie- und Handelskammer abgeschlossen.
Der Monoberuf wird seit einer Neuordnung 2004 statt in Fachrichtungen nunmehr in Einsatzgebieten ausgebildet, beispielsweise im Einsatzgebiet Instandhaltung. Zwischen 1937 und 1987 bestanden die Ausbildungsberufe des Betriebs- und des Maschinenschlossers, die am 1. August 1987 unter anderem durch den Beruf des Industriemechanikers abgelöst wurden. Die Einsatzgebiete des Industriemechanikers reichen von Schlosser-Arbeiten über Arbeiten als Facharbeiter mit CNC-Maschinen oder Herstellung von Einzelstücken bis hin zum Einstellen von Maschinen in der Produktion.

## Ausbildung
Inhalte der Ausbildung sind
- Herstellung, Instandhaltung und Überwachung von technischen Systemen
- Einrichtung, Umrüstung und Inbetriebnahme von Produktionsanlagen
- Feingerätebau
- Maschinen- und Anlagenbau
- Produktionstechnik

Grundbildung (erstes Jahr)
- Aspekte des Umweltschutzes und der Arbeitssicherheit
- Werk- und Hilfsstoffe
- Umgang mit Werkzeugen (manuell und maschinell)
- Techniken des Trennens und Umformens
- Zusammenfügen von Werkstoffen

Berufliche Fachbildung (zweites Jahr)
- Anwendung von Gesamtzeichnungen und Fertigungsplänen
- Planung und Steuerung von Arbeitsabläufen
- Montage von Bauteilen und Baugruppen
- Ermittlung und Einstellung von Maschinenwerten

Berufliche Fachbildung (ab dem dritten Jahr)
- Anwendung von Funktionsplänen
- Maschinelles Spanen mit hoher Maßgenauigkeit
- Spezifische Montagebedingungen
- Kombinierte Anwendung von Fertigungsverfahren
- Programmierung numerisch gesteuerter Maschinen
- Wartung und Instandsetzung von Geräten

## Abschlussprüfung
Die Abschlussprüfung zum Industriemechaniker erfolgt als sogenannte gestreckte Abschlussprüfung und gliedert sich in zwei Teile. Teil 1 wird nach etwa zwei Ausbildungsjahren abgelegt und ersetzt die frühere Zwischenprüfung. Er umfasst eine schriftliche Prüfung (Dauer: ca. 90 Minuten), eine praxisorientierte Arbeitsaufgabe (etwa 8 Stunden) sowie ein begleitendes Fachgespräch. Inhalte sind unter anderem die Auswertung technischer Unterlagen, Planung von Arbeitsabläufen, Auswahl geeigneter Fertigungsverfahren, Sicherheitsbeurteilungen und das Herstellen funktionsfähiger Baugruppen. Teil 2 folgt am Ende der Ausbildung und fließt mit 60 % in die Gesamtnote ein (Teil 1 zählt 40 %). Er besteht aus vier Bereichen: einem betrieblichen Arbeitsauftrag (inkl. Dokumentation und Fachgespräch), Prüfungen zur Fertigungstechnik sowie zur Wirtschafts- und Sozialkunde und einer Auftrags- und Funktionsanalyse. Die Prüfung gilt als bestanden, wenn in allen Teilen mindestens ausreichende Leistungen erbracht werden. Ergänzungsprüfungen sind möglich, sofern sie für das Bestehen ausschlaggebend sind.

## Weiterbildungsmöglichkeiten
Aufstiegsfortbildung:
- Industriemeister/in
- Technische/r Fachwirt/in
- Techniker/in